# Зязелга
Зязелга — деревня в Бардымском районе Пермского края на реке Искильда. Входит в состав Печменского сельского поселения.
По результатам переписи 2010 года численность населения составила 144 человека, в том числе 71 мужчина и 73 женщины.
В 2005 году численность населения составляла 194 человека.
Находится примерно в 22 км к востоку от центра села Барда.